# ثون ميكر
ثون ميكر (بالإنجليزية: Thon Maker)‏ مواليد 25 فبراير 1997، هو لاعب كرة سلة أسترالي. يبلغ طوله 7 قدم 1 بوصة (2.2 م).

## روابط خارجية
- ثون ميكر على موقع إن بي أي (الإنجليزية)
- ثون ميكر على موقع سبورتس رفرنس (الإنجليزية)
- ثون ميكر على موقع كرة السلة الأوروبية.كوم (الإنجليزية)
- ثون ميكر على موقع DraftExpress.com (الإنجليزية)
- ثون ميكر على موقع إي إس بي إن.كوم (الإنجليزية)
- ثون ميكر على موقع ريلجم (الإنجليزية)
- ثون ميكر على موقع بروبوليرز (الإنجليزية)
- ثون ميكر على موقع سبورتس رفرنس (الإنجليزية)
- ثون ميكر على موقع سبورتس رفرنس (الإنجليزية)